# Jaki Graham
Jacqueline Maureen "Jaki" Graham, född 15 september 1956 i Birmingham, England, är en engelsk sångare som hade några hits under 1980-talet och 1990-talet. 
Jaki Graham började spela i bandet Ferrari. Hon började sedan spela i ett band vid namn Medium Wave. Efter det sjöng hon bakgrundssång på två UB40-låtar. Sedan började hon sin solokarriär. Hennes genombrott blev låten "Could It Be I'm Falling in Love" som var en duett tillsammans med David Grant 1985. Låten blev en hit och tog sig till femte plats på UK Singles Chart. Nästa singel blev "Round and Round" som också var en hit och tog sig till nionde plats på UK Singles Chart. Hon spelade in en till låt tillsammans med David Grant som hette "Mated". "Mated" tog sig till tjugonde plats på UK Singles Chart. 1986 släpptes "Set Me Free" som tog sig till sjunde plats på UK Singles Chart. Efter "Set Me Free" släpptes singlarna "Breaking Away" som tog sig till sextonde plats och "Step Right Up" som tog sig till femtonde plats på UK Singles Chart. Efter de singlarna fick hon inte fler hits på några år. 1994 började hon synas på Dancelistan i USA. Hon fick på Dancelistan en listetta med covern på Chaka Khans "Ain't Nobody" 1994. Låten blev ingen hit på UK Singles Chart där den tog sig till fyrtiofjärde plats.

## Diskografi (urval)
Studioalbum
- 1985 – Heaven Knows
- 1986 – Breaking Away
- 1989 – From Now On
- 1994 – Real Life
- 1995 – Hold on
- 1996 – Rhythm of Life
- 1997 – Don't Keep Me Waiting
- 1998 – My Life
- 2012 – For Sentimental Reasons
- 2018 – When a Woman Loves

Hitsinglar (topp 20 på UK Singles Chart)
- 1985 – "Could It Be I'm Falling in Love" (med David Grant) (#5)
- 1985 – "Round and Around" (#9)
- 1985 – "Mated" (med David Grant) (#20)
- 1986 – "Set Me Free" (#7)
- 1986 – "Breaking Away" (#16)
- 1986 – "Step Right Up" (#15)